# حارة المجبى (أحور)
المجبى هي إحدى حارات حي مايو بمدينة أحور التابعة لمحافظة أبين، بلغ تعداد سكانها 176 نسمة حسب تعداد اليمن لعام 2004.